# Budapest Főváros Levéltára

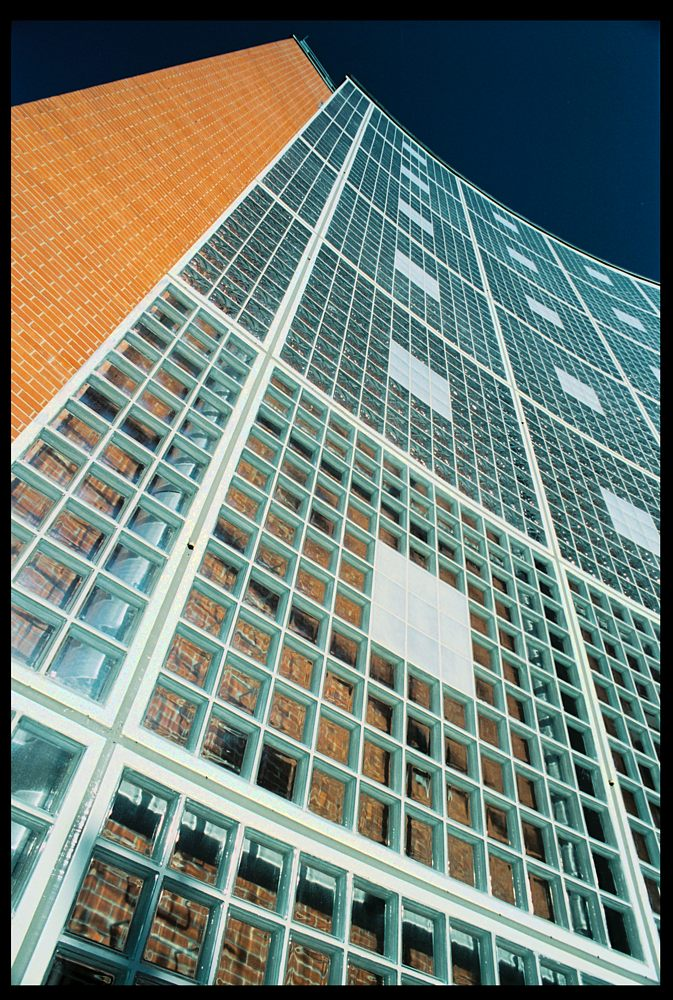
Budapest Főváros Levéltára épülete

Budapest Főváros Levéltára (BFL) több mint 36 000 iratfolyóméter iratanyagot őriz a 14. századtól napjainkig a főváros múltjára vonatkozóan. Az egyik legnagyobb magyar építész, Ybl Miklós hagyatéka, Klösz György városfotói, a Fővárosi Közgyűlés iratai, állami, egyházi és iskolai anyakönyvek, bírósági és közjegyzői iratok, papíralapú és digitalizált állományok biztosítanak lehetőséget tudományos és magánjellegű kutatásokra.

## Budapest Főváros Levéltára története

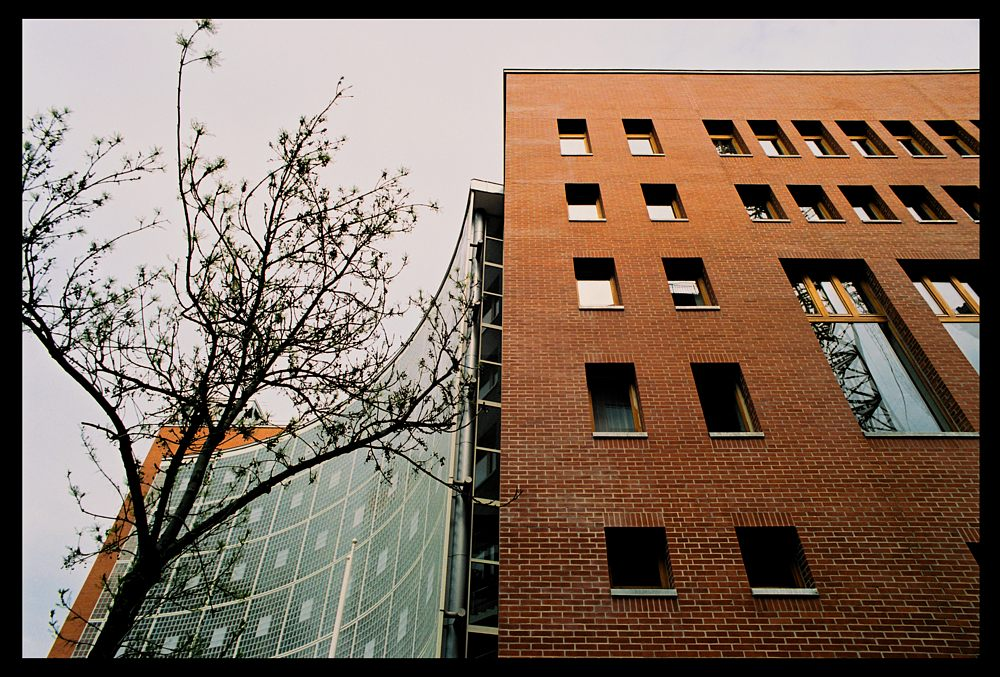
Budapest Főváros Levéltára épülete

Budapest Főváros Levéltára az ország második legnagyobb közlevéltára, több mint 36000 iratfolyóméter iratot őriz. Az intézmény fenntartója Budapest Főváros Közgyűlése.
A levéltár történelme – hasonlóan a fővároséhoz – az értelmetlen pusztulás és a folyamatos újrakezdés váltakozásában zajlott. Pest és Buda viszontagságokkal teli sorsát tükrözi vissza a levéltárban őrzött iratanyag összetétele is: Pestnek és Budának az 1686 előtt időkből néhány irattól eltekintve nem maradtak fenn önálló dokumentumai. A 18. századtól kezdve indul számottevő gyarapodásnak a város igazgatása során keletkezett iratanyag. A növekedés törvényszerű velejárója a szinte folyamatos raktárhiány, miközben a történelem a következő évszázadokban sem – mint pl. a főváros 1944. évi ostroma, ami előtt jelentős irategyütteseket a Szent István-bazilika altemplomába menekítettek – kímélte meg a levéltárat az értelmetlen pusztítástól.
Hosszú évtizedeknek kellett eltelnie, mire az ideiglenességet jelképező szükségraktárak és a főváros három pontján elhelyezett levéltári dolgozószobák méltó helyre, az építészetileg is kiváló Teve utcai épületbe költözhettek. A megvalósítást a Fővárosi Önkormányzat kizárólagos tehervállalása tette lehetővé. A 23440 m2 hasznos alapterülettel rendelkező új létesítmény 2004-ben nyitotta meg kapuit. A levéltár magas színvonalon végzett feldolgozó és feltáró munkáját 2012-ben az Év Levéltára díjjal ismerte el a szakmai közönség. Ugyanebben az évben a Magyar Családkutatók Egyesülete által alapított „Az Év kutatóhelye” díjat is Budapest Főváros Levéltárának ítélték oda.
A Budapest Főváros Levéltára őrizetében lévő iratanyag legnagyobb részét a főváros jelenlegi területén egykor fennállott és működött különféle közigazgatási hatóságok iratai képezik. A helyi társadalom arculata nem lenne megismerhető a civil szervezetek illetve a magánemberek, családok által megőrzött iratok nélkül, a levéltár ezért arra törekszik, hogy ők is képviseltessék magukat az iratok között.

## A levéltárban őrzött iratanyag

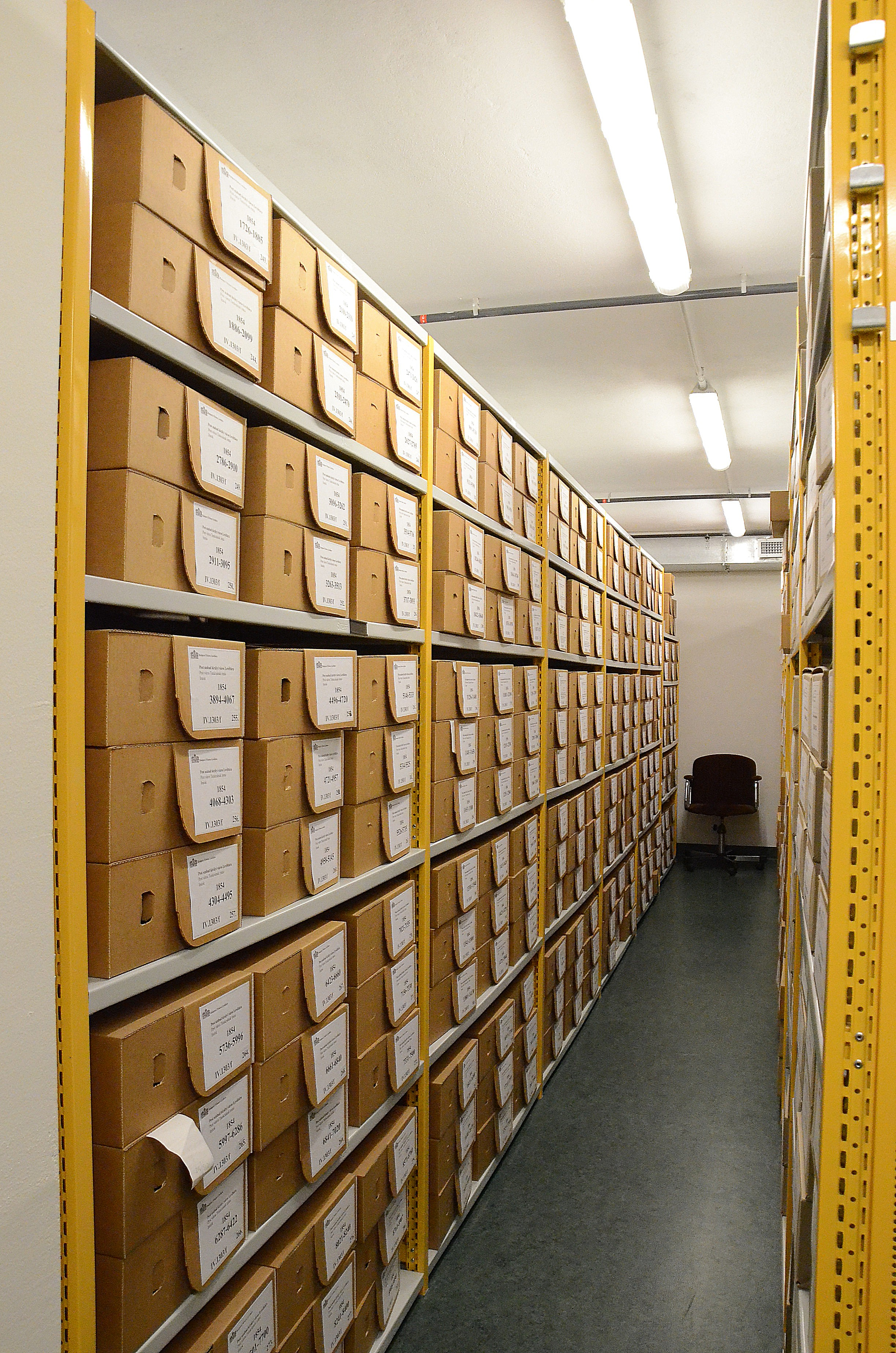
Budapest Főváros Levéltára raktára

### Városegyesítés előtti (1873) iratok: Buda, Pest és Óbuda levéltárai
Pest, Buda és Óbuda 1873. évi egyesítéséig mindhárom városrész önálló településként élte életét, és iratanyaguk levéltári szempontból is jól körülhatárolható. Pest és Buda működésére vonatkozólag alapvető forrásanyagnak számít a város fő irányító hivatalának, a tanácsnak (magisztrátus) a szerteágazó iratanyaga. Az 1687-től 1848-ig vezetett polgárkönyvek a pesti és budai városi polgárjoggal rendelkezőkről adnak felbecsülhetetlen információkat. A lakosság összetételére, vagyoni helyzetére vonatkozólag fontos forrásoknak számítanak a lakossági összeírások, illetve az adóösszeírások, továbbá a végrendeletek (1696-tól), leltárak (inventaria, 1708-tól), másrészt az árvairatok (acta pupillaria, 1753-tól) gyűjteményei.
Pest és Buda gazdálkodására vonatkozólag a kamarási hivatalok iratanyaga ad tájékoztatást. Legértékesebb állaga az a számadássorozat, amely Pest város évi bevételeiről és kiadásairól 1703–1873 között készült. A városi rendészet forrásai a városkapitány és az egyes városrészek alkapitányságai működése során keletkezett iratok.
A város életében fontos szerepet játszó országos és helyi vásárok, piacok felügyeletét a tanács látta el- Jelentős a Pest városi piacfelügyelő 1789–1884 közötti időszakból fennmaradt iratanyaga, továbbá a Pest Városi Vásári Bizottmány 1768–1813 közötti jegyzőkönyvei.
Buda és Pest város belterületére vonatkozó legfontosabb nyilvántartások a telekösszeírások, a telekátírási és telekbecslési jegyzőkönyvek. Az Óbuda területén fekvő ingatlanokhoz fűződő minden jog, illetve a változások nyilvántartása a földesúri telekkönyvben történt.

### Az 1873 és 1950 közötti önkormányzati szervek iratai
Budapest főváros (1892-től székesfőváros elnevezéssel) 1930-ig tíz, 1934-től 14 közigazgatási kerületre oszlott. 1950-ben kerületeinek száma 22-re gyarapodott. A főváros képviseleti szerve a Törvényhatósági Bizottság volt, közgyűléseiről határozati jegyzőkönyvek készültek, a szakhivatalok iratanyaga mellett a központi igazgatás történetére vonatkozó forrásanyagot.
A kerületi előjáróságok hatáskörébe tartoztak az elsőfokú iparhatósági jogkör mellett az alsó fokú közegészségügyi igazgatás, az útburkolatok és csatornák fenntartása, szegénygondozás, a tankötelesek nyilvántartása stb. Az I. kerületi elöljáróság 1945 előtti iratai teljesen elpusztultak, a többi elöljáróságnak a 19. században kelt dokumentumai többnyire töredékesen maradtak fenn.
A levéltár őrzi az 1950-ben Budapesthez csatolt városok és községek iratanyagát. Az ezekben való eredményes kutatáshoz azonban nem nélkülözhetőek a Pest Megyei Levéltárban található megyei törvényhatósági (alispáni, főszolgabírói) és állami szervek iratai sem.

### Tanácsi iratok 1950–1990
A szovjet mintához igazodó tanácsrendszer bevezetésére 1950-ben került sor, s mind fővárosi, mind kerületi szinten megalakultak a tanácsok. A szervezet három fő egységre oszlott: a lakosság által választott tanácstestület, a tényleges irányítást ellátó végrehajtó bizottság és az ún. szakigazgatási szervek, az egyes tanácsi osztályok. Legfontosabb dokumentumok: fővárosi és kerületi tanács- és VB-ülési jegyzőkönyvek és szakigazgatási iratok.

### Fővárosi MDP és MSZMP valamint a Hazafias Népfront iratai
Az 1948–1989 közötti korszak kommunista állampártjainak (1948–1956 Magyar Dolgozók Pártja, 1957–1989 Magyar Szocialista Munkáspárt) fővárosi, kerületi és fontosabb vállalati, intézményi szerveinek iratai vannak a levéltár őrizetében. 1956 utáni korszakból a Hazafias Népfront Budapesti Bizottságának iratai számottevőek.

### Fővárosi önkormányzatok iratai
A levéltárba folyamatosan kerülnek be a ma működő önkormányzatok testületi és hivatali iratai. A fondfőcsoport a Fővárosi Közgyűlés, valamint a kerületi önkormányzatok képviselőtestületi üléseinek jegyzőkönyveit és hangfelvételeit, valamint a közmeghallgatások hangfelvételeit tartalmazza.

### Jogszolgáltatási szervek iratai
A jogszolgáltatási szervek iratai között találhatóak a Budapesti Királyi Ítélőtábla irategyüttesei. A Törvényszék iratanyagában található a legteljesebb hazai polgári kori peres iratsorozat.
Az 1945–49 között működött népbíróságok iratanyagában kiemelt jelentőséggel bírnak a korábbi rendszer politikai vezetői elleni perek iratai. A magyar bírósági szervezet 1950 után radikális változásokon ment át. A Fővárosi Bíróság ettől kezdve csak nagyobb jelentőségű ügyekben járt el elsőfokú fórumként. Büntetőperes iratai 1986-ig kerültek a levéltár őrizetébe. Itt találhatók az 1956-os forradalom részvevői elleni perek iratai is.
A budapesti közjegyzők 1875–1949-ig terjedő iratanyaga szinte egyedülállóan teljes más budapesti jogszolgáltatási iratanyagokhoz képest. 1950-ben a közjegyzőséget államosították, a levéltárban az állami közjegyzői iratokból 1950-től 1984-ig terjedően zömmel a hagyatéki iratok találhatók.
A két legjelentősebb büntetésvégrehajtási intézet a Budapesti Királyi Büntetőtörvényszéki Fogház (1895-től), valamint a Budapesti Királyi Országos Gyűjtőfogház (1896-tól) volt. A legszámottevőbb iratfajtát a fogolytörzskönyvek és a tolonctörzskönyvek jelentik.
1871-ben a Pesti, majd a Budapesti Királyi Törvényszéknél folyó perekben a vád képviseletére létesült a Budapesti Királyi Ügyészség. Az 1930-as évek előtti iratokban kutatni csak adatbázis segítségével lehetséges.

### Anyakönyvek, lajstromok, népszámlálások
Az állami anyakönyvezés Lukács György törvényjavaslata nyomán 1895. október 1-jétől kötelező. Az anyakönyveket a kerületi szervek vezetik, melyek a levéltárnak biztonsági okokból rendszeresített másodpéldányokat továbbítottak 1980. december 31-ig.
A főváros lakosságának összetételére vonatkozólag fontos források a 20–21 éves korosztály rendes évi sorozásairól készült lajstromok, melyek sok száz kötetet töltenek meg.
Az 1857-es budai népszámlálás, az 1941. évi országos népszámlálás budapesti, valamint az 1945. évi Budapestre korlátozódó nép összeírás lakásívei az épületstatisztikai adatok esetében az országosan használt lakásívnél részletesebb adatokat tartalmaznak.

### Tervtár
A főváros építésügyére városrendezésére vonatkozólag alapvető források a városegyesítéstől a 2000-es évek elejéig engedélyezett építkezések tervei és a vonatkozó engedélyiratok az Építési ügyosztályok tervtárában találhatók, a jelenlegi helyrajzi számok rendjében lerakva.
A tervtári gyűjtemények fontos részét képezik még a Fővárosi Közmunkák Tanácsa, a Polgármesteri tervtár, illetve a Mérnöki Hivatal tervei. Néhány építész építési vállalkozó, vállalat hagyatékát is őrzi a levéltár.

### Telekkönyvek
A levéltár őrizetében lévő telekkönyvi betéteket városrészenként vezették. Fennmaradtak a városrészenkénti telekkönyvi betétek, valamint irattári segédleteik, továbbá az ingatlan-nyilvántartás szerkesztésekor készült tulajdoni lap tervezetek.

### Térképtár
Törzsállományát az 1911-ben felszámolt Mérnöki Hivatal által őrzött térképek alkotják. A hagyományos térképek mellett szabályozási terveket, helyszínrajzokat is őrzünk. Elsősorban a fővárosi közigazgatás mindennapi működése során keletkezett, fővárosra vonatkozó anyaggal rendelkezünk. A gyűjtemény elsődlegesen 1873 előtti, 1873–1950 közötti és 1950 utáni térképekre, ezen belül területi egységek, továbbá időrend szerint tagolódik.

### Gazdasági élet
A főváros gazdasági életére, iparára, kereskedelmére és közlekedésére vonatkozólag fontos információkkal szolgálnak a 18. századtól kezdve 1872-ig fennállott céhek, továbbá a 47 szakma szerinti ipartestület iratai. A kisipari üzemek, kiskereskedések adatai elsősorban az elöljárósági iratokból, az iparlajstromokból rekonstruálhatók. Jelentős forráscsoportot képeznek az ipari, a kereskedelmi vállalatok, a bankok és takarékpénztárak, valamint a termelő, értékesítő és szolgáltató szövetkezetek fondjai, valamint a főváros vállalatainak, üzemeinek iratanyaga. A főváros pénz- és hitelintézeteket is létrehozott.

### Oktatás, kultúra, sajtó, egyesületek
A főváros által fenntartott községi iskolák iratanyagát is a levéltár őrzi, emellett nagy számban megtalálhatók állami, felekezeti, társulati és magániskolák iratai is.
A kulturális életre vonatkozó iratok legtetemesebb hányadát a fővárosi törvényhatóság kulturális politikáját és tevékenységét, valamint a főváros által fenntartott intézmények működését tükröző dokumentumok teszik ki. A levéltár kiemelkedő forrása a fővárosi sajtó múltjának is. A sajtótörténeti források fontos csoportját a bírósági és ügyészségi sajtóperes és sajtófelügyeleti iratok jelentik.
Pesten és Budán már a 18. század elejétől kezdve alakultak különböző egyházi, hitbuzgalmi, temetkezési egyletek, majd a 19. század első felében sorra jöttek létre az irodalmi, politikai, önsegélyező egyesületek. A budapesti egyesületek alapszabályainak gyűjteménye az 1945. évi ostrom idején elpusztult, így külön gyűjteményként csak az 1945–1950 között működött egyletek nyilvántartása és alapszabályai maradtak fenn.

### Családi és személyi fondok
A zömmel 19. és 20. századi családi és személyi fondok nagyobb része letét, ajándék és vásárlás útján került, illetve kerül folyamatosan a levéltár őrizetébe.

### Fotótár
A gyűjtemény alapvető célja Budapest arculatváltozásának követése és dokumentálása. Ezek sorában jelentős a 34000 fekete-fehér felvételből és filmnegatívból, valamint 1600 digitális felvételből álló városfotó sorozat (1990–2002).

## Adatbázisok
Budapest Főváros Levéltára több millió rekordot tartalmazó adatbázis-rendszerének adatai folyamatosan bővülnek és a levéltár honlapjáról, az E-levéltári Portálról, a BFL által működtetett Magyar Levéltári Portál ról, továbbá a közös közgyűjteményi portálon (Hungaricana) elérhetők. Ezeken a portálokon 2015-ben egymillió 340 ezer, a BFL-ben őrzött irat adata érhető el, ebből 530 ezer rekord esetében az irat digitalizált képe is megtalálható mintegy egymillió 650 ezer oldal terjedelemben. Az adatbázisok elsősorban olyan források adatait teszik hozzáférhetővé, amelyek révén a város lakói, az épített környezet, a vizuális, valamint a pártállami múlt forrásai kerülnek közelebb hozzánk.

## Közművelődési és oktatási tevékenység
A levéltárak hagyományos közigazgatási és a történeti kutatások elősegítését betöltő feladatai mellett egyre nagyobb igénnyel jelentkezik a társadalom részéről, hogy a levéltárak tevékenyen részt vállaljanak a főváros kulturális életében és az érdeklődők minden rétege számára változatos programokat és tájékozódási lehetőségeket kínáljunk. A 2014. január 1-jével létrehozott Tájékoztatási és közművelődési osztály tevékenysége ennek az igénynek a kielégítésére alakult meg: a levéltár tudományos profilját valamint hazai és nemzetközi tudományos kapcsolatait érintő feladatok mellett annak a szélesebb nagyközönség felé nyitó, kulturális, közművelődési, levéltár-pedagógiai feladatait koordinálja.

## Tudományos munka, kiadványkészítés
A levéltár több felsőoktatási intézménnyel és kutatóközponttal kötött együttműködési megállapodást. Az MTA Történettudományi Bizottság Várostörténeti Albizottságával és az URBS Magyar Várostörténeti Évkönyvvel együttműködésben kétévenként megrendezésre kerülő várostörténeti konferenciái rangos eseménynek számítanak a tudományos rendezvények sorában.
A BFL által kiadott URBS Várostörténeti Évkönyv kötetei a magyar várostörténetírás jelentős munkáit képviselik. Kiadványaik magas minőségét jelzi, hogy a 2013-ban az Év Levéltári Kiadványa díjat nyert Kós Károly-kötet, ill. az Ybl-épületsorsok az Unger-háztól a Kálvin térig című tanulmánykötet nyerte el a díjat. A levéltár adta ki 1993–2010 között a Budapesti Negyed című negyedévente megjelenő várostörténeti folyóiratot.

## Budapest Főváros Levéltára vezetői
- Erdei Henrik főlevéltárnok (1873–1885)
- Toldy László dr. főlevéltárnok (1886–1911)
- Gárdonyi Albert dr. főlevéltáros ([1912]1916–1935)
- Budó Jusztin dr. főlevéltáros (1935–1943)
- Kovács Lajos dr. főlevéltáros (1944–1948)
- Hajdu Henrik 1948. októbertől 1952. december 15-ig levéltárvezető (1948–1952)
- Dr. Wellmann Imre levéltárvezető (1952–1957)
- Dr. Baraczka István levéltárvezető, majd igazgató (1957–1969)
- Dr. Ort János megbízott igazgató (1969–1970)
- Dr. Ságvári Ágnes igazgató, majd főigazgató (1970–1985)
- Dr. Szántó Ferenc főigazgató (1986–1991)
- Benczéné Nagy Eszter tényleges intézményvezető (1991–1991)
- Dr. Varga László főigazgató (1991–1999)
- Breinich Gábor megbízott főigazgató (1999–1999)
- Dr. Á. Varga László főigazgató (1999–2013)
- Dr. Kenyeres István főigazgató (2013–)